# Prvočíselná věta
Prvočíselná věta je důležitý poznatek z oboru teorie čísel, který přibližně popisuje rozmístění prvočísel mezi přirozenými čísly.
Zhruba se dá prvočíselná věta vyjádřit tak, že při náhodném výběru čísla blízko nějakého velkého čísla N pravděpodobnost, že toto číslo bude prvočíslem, je přibližně 1/ln(N), kde ln(N) značí přirozený logaritmus N. Například kolem N = 10 000 je přibližně jedno z devíti čísel prvočíslem, zatímco poblíž N = 1 000 000 000 je pouze jedno z 21 čísel prvočíslem. Jinými slovy lze říct, že průměrná mezera mezi dvěma prvočísly blízko N je zhruba ln(N).

## Vyjádření věty
Nechť π(x) je prvočíselná funkce, která pro každé reálné x udává počet prvočísel menších nebo rovných číslu x. Například π(10) = 4, neboť existují právě čtyři prvočísla (2, 3, 5 a 7) menší nebo rovna 10. Prvočíselná věta poté říká, že limita podílu π(x) a x / ln(x), kde x jde k nekonečnu, je 1, což lze vyjádřit vzorcem
{\displaystyle \lim _{x\to \infty }{\frac {\pi (x)}{x/\ln(x)}}=1},
pomocí asymptotické notace je možné totéž vyjádřit také zápisem
{\displaystyle \pi (x)\sim {\frac {x}{\ln x}}}.
Podstatné je, že vzorec neříká nic o rozdílu těchto dvou funkcí, když x jde k nekonečnu. Chování tohoto rozdílu je ve skutečnosti velmi komplikované a je spojeno s jedním z nejdůležitějších nevyřešených problémů matematiky: Riemannovou hypotézou. Věta namísto toho vyjadřuje, že výraz x / ln(x) aproximuje π(x) v tom smyslu, že chyba aproximace se blíží k nule, když se x blíží k nekonečnu.
Ekvivalentním tvrzením je taktéž to, že n-té prvočíslo pn je přibližně rovno n ln(n); opět s chybou aproximace blížící se nule, když se n blíží nekonečnu.

## Stručná historie
Konkrétnější úvahy nad asymptotickým vyjádřením četnosti prvočísel se nacházejí již u Carla Friedricha Gausse na přelomu 18. a 19. století. Během 19. století se pokusili PČV dokázat Pafnutij Lvovič Čebyšev a Bernhard Riemann. Avšak první důkaz podali nezávisle na sobě francouzský matematik Jacques Hadamard  a belgický matematik Charles Jean de la Vallée-Poussin  v roce 1896 s použitím složitých metod komplexní analýzy. Důkazem prvočíselné věty se poté zabývali další matematici v průběhu 20. století, kteří našli několik dalších důkazů. O mnoho jednodušší důkaz
 podal německý matematik Edmund Landau v roce 1909 a roku 1949 objevil elementární důkaz nejprve norský matematik Atle Selberg a poté Paul Erdös, který lehce upravil některé Selbergovy myšlenky ke konstrukci vlastního důkazu.